# أقليم كفرين
أقليم كفرين (بالفرنسية: Kaffrine)‏ هو أقليم في السنغال، بلغ عدد سكانه 566,992 نسمة وذلك حسب إحصائيات سنة 2013، عاصمته Kaffrine ‏، تبلغ مساحته 11,181 كيلومتر مربع.

## الموقع
يشترك في الحدود مع:
- كاولاك
- ماتام
- إقليم تامباكوندا
- Linguère department [الإنجليزية]‏
- إقليم لوغا
- إقليم فاتيك
- إقليم ديوربيل
- Matam department [الإنجليزية]‏.